# Turk's Head
Turk's Head is een biermerk uit de Turks- en Caicoseilanden. Het bier wordt gebrouwen in de Turk's Head Brewery te Providenciales. Het bier wordt niet gepasteuriseerd en is daarom maar beperkt houdbaar. Het wordt bijna uitsluitend verkocht op het eiland zelf.

## Varianten
- Turk’s Head Light, blonde lager met een alcoholpercentage van 4,8%
- Turk’s Head Amber, amber bier met een alcoholpercentage van 6%